# Arichanna undularia
Arichanna undularia là một loài bướm đêm trong họ Geometridae.